# Лонгаві
Лонгаві (ісп. Longaví) — місто в Чилі. Адміністративний центр однойменної комуни. Населення — 6206 осіб (2002). Місто і комуна входять до складу провінції Лінарес і регіону Мауле.
Територія — 1454 км². Чисельність населення — 30 534 мешканців (2017). Щільність населення — 21 чол./км².

## Розташування
Місто розташоване за 61 км на південь від адміністративного центру області міста Талька та за 16 км на південний захід від адміністративного центру провінції міста Лінарес.
Комуна межує:
- на півночі — з комуною Лінарес
- на сході — з комуною Кольбун
- на півдні — з комуною Парраль
- на заході — з комуною Ретіро
- на північному заході — з комуною Сан-Хав'єр-де-Ланкомілья